# تأثيرات غير محددة للقاحات

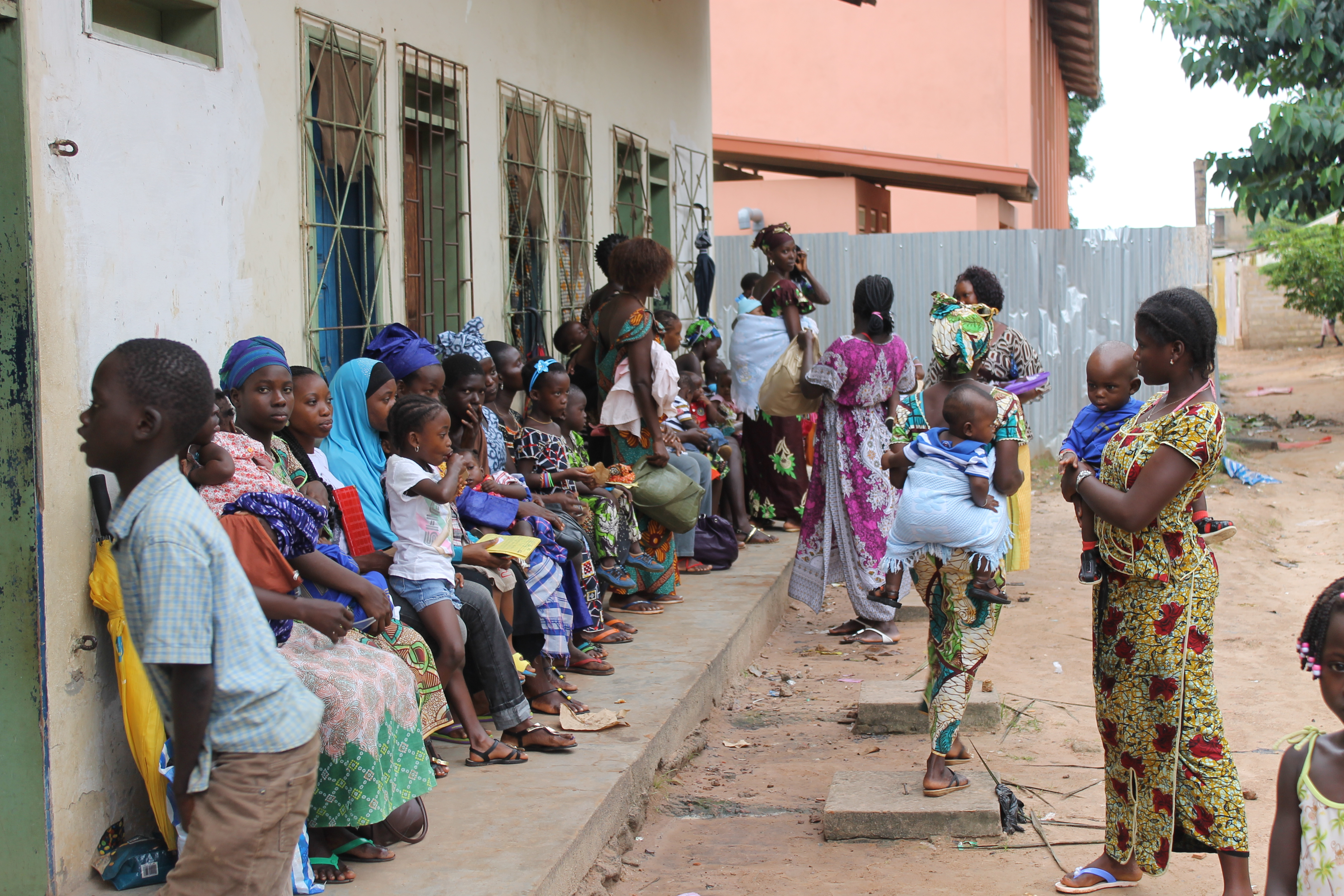

التأثيرات غير المحددة للقاحات (وتسمى أيضًا التأثيرات المغايرة أو التأثيرات غير المستهدفة) هي تأثيرات تتجاوز التأثيرات الوقائية المحددة من الأمراض المستهدفة. يمكن أن تكون التأثيرات غير المحددة مفيدة جدًا، بزيادتها للوقاية من الأخماج غير المستهدفة، لكنها في بعض الأحيان تكون سلبية، وتزيد من قابلية الإصابة بتلك الأخماج (الإنتانات). يعتمد هذا على كل من اللقاح وجنس الرضيع.
أثبتت اللقاحات الحية المُوهنة التي دُرست حتى الآن (لقاح بي سي جي (السل)، ولقاح الحصبة، ولقاح شلل الأطفال الفموي، ولقاح الجدري) أنها تقلل من معدل الوفيات أكثر مما يمكن تفسيره من خلال الوقاية من الإصابة بالأخماج المستهدفة من قبل اللقاح. في المقابل، فإن اللقاحات المقتولة (لقاح الخناق والكزاز والسعال الديكي (اللقاح الثلاثي DTP)، ولقاح التهاب الكبد الفيروسي ب، ولقاح شلل الأطفال المعطل) قد تزيد معدل الوفيات العام، على الرغم من كونها توفر الوقاية من الإصابة بالأمراض المستهدفة.
قد تدوم هذه الآثار طويلًا، على الأقل حتى وقت إعطاء نوع جديد من اللقاح. قد تكون الآثار غير المحددة واضحة للغاية، مع تأثير كبير على المعدل العام للوفيات والمراضة. في حالة مناعة القطيع (مناعة الجماعة) ضد المرض المستهدف، يمكن أن تكون التأثيرات غير المحددة أكثر أهمية للصحة العامة من التأثيرات المحددة للقاح.
لا يجب الخلط بين الآثار غير المحددة والآثار الجانبية للقاحات (مثل ردود الفعل الموضعية في منطقة التطعيم، أو ردود الفعل العامة مثل الحمى أو الصداع أو الطفح الجلدي، والتي عادة ما تتراجع في غضون أيام إلى أسابيع، أو في حالات نادرة تحدث صدمة الحساسية). بدلًا من ذلك، تمثل الآثار غير المحددة شكلًا من أشكال التعديل المناعي العام، مع عواقب مهمة على قدرة الجهاز المناعي على مواجهة الأخطار اللاحقة.
تشير التقديرات إلى أنه يمكن الحد من الملايين من وفيات الأطفال التي تحدث في البلدان النامية كل عام إذا أُخذت الآثار غير المحددة للقاحات بعين الاعتبار في برامج التطعيم.

## نبذة تاريخية
صاغ بيتر آبي الفرضية القائلة إن اللقاحات لها تأثيرات غير محددة في أوائل التسعينات في مشروع بانديم الصحي في غرب أفريقيا.
جاءت أول إشارة إلى أهمية الآثار غير المحددة للقاحات في سلسلة من التجارب المنضبطة المعشاة في أواخر الثمانينات. جرى اختبار ما إذا كان لقاح الحصبة عالي الجرعة (إتش تي إم ڤي) الذي أُعطي في عمر 4-6 أشهر فعالًا ضد عدوى الحصبة مثل لقاح الحصبة بجرعته القياسية المعطى بعمر 9 أشهر. منع الإعطاء المبكر للقاح الحصبة عالي الجرعة الإصابة بالحصبة تمامًا بنفس الفعالية التي منعت بها الجرعة المعيارية من اللقاح الإصابة في عمر 9 أشهر.
اقترن الإعطاء المبكر للجرعة العالية من اللقاح بتضاعف إجمالي الوفيات بين الإناث (لم يكن هناك فرق في وفيات الذكور). وبعبارة أخرى، زادت نسبة الوفيات بين الفتيات اللائي أخذن جرعة عالية من لقاح الحصبة رغم أن هذه الجرعة من اللقاح تؤمن لهن نفس مستوى الحماية من الحصبة الذي يحصل عليه الأطفال الذين أخذو الجرعة المعيارية من اللقاح. أجبر هذا الاكتشاف منظمة الصحة العالمية على سحب «إتش تي إم ڤي» في عام 1992. اكتشفوا لاحقًا أن السبب في زيادة معدل وفيات الإناث لم يكن «إتش تي إم ڤي»، بل اللقاح المقتول الناتج عنه (اللقاح الثلاثي أو لقاح شلل الأطفال المقتول لمختلف الأطفال). على الرغم من أن الآلية كانت مختلفة عما اعتقدوا في البداية، فإن هذا الاكتشاف يمثل تأثيرًا غير متوقع على إحداث تغيير في برنامج التطعيم لا يتعلق بما توفره اللقاحات من الحماية النوعية من الأمراض.
أدت هذه الملاحظة الأولية حول أن اللقاحات يمكن أن تحمي من المرض المستهدف ولكن في الوقت نفسه تؤثر على الوفيات من خلال الإصابة بعوامل ممرضة الأخرى، بطريقة تمييزية على أساس الجنس، إلى إجراء مزيد من الدراسات المختلفة لمعرفة ما إن كانت اللقاحات الأخرى تملك هذه الآثار غير المحددة.

## اللقاحات الحية الموهنة واللقاحات المقتولة
وجدت العديد من الدراسات الوصفية والتجارب العشوائية أن التأثير على معدل الوفيات يختلف بشكل ملحوظ بين اللقاحات الحية والمقتولة. أثبتت جميع اللقاحات الحية التي دُرست حتى الآن (لقاح بي سي جي (السل)، ولقاح الحصبة، ولقاح شلل الأطفال الفموي، ولقاح الجدري) أنها تقلل الوفيات عن طريق الوقاية من الإصابة بالخمج المستهدف. بالمقابل، قد يكون للقاحات المقتولة (الخناق والكزاز والسعال الديكي (اللقاح الثلاثي) والتهاب الكبد الفيروسي ب، ولقاح شلل الأطفال المقتول) آثار ضارة على الرغم من توفيرها الوقاية من الإصابة بالأمراض المستهدفة.

### لقاح بي سي جي BCG (لقاح عصية كالميت غيران)
تبين أن لقاح بي سي جي الحي الموهن المطوّر ضد السل له آثار قوية وفعالة على مكافحة الأخماج غير السلية.
اقترح العديد من الدراسات أن أخذ هذا اللقاح قد يقلل من الإصابة بالتأتب، وخاصة عندما يعطى في مرحلة عمرية مبكرة. علاوة على ذلك، تبين في دراسات رصد متعددة، أن للقاح بي سي جي تأثير إيجابي على معدل الوفيات الإجمالي. شجعت هذه الملاحظات التجارب المنضبطة المعشاة على اختبار التأثيرات المفيدة غير المحددة للتطعيم بلقاح بي سي جي على الصحة العامة. في البلدان التي ترتفع فيها نسبة الإصابة بالسل، يوصى بإعطاء هذا اللقاح عند الولادة، لذلك كان الاختيار العشوائي لأطفال في مجموعات أخذت اللقاح مقابل مجموعات لم تأخذه أمرًا غير أخلاقي، لكن في العديد من البلدان النامية، يُؤخر إعطاء لقاح بي سي جي للرضع الذين يكون وزنهم منخفضًا عند الولادة؛ ما أتاح الفرصة للاختبار المباشر لتأثير اللقاح على معدل الوفيات الإجمالي.
في نتائج أول تجربتين منضبطتين معشاتين لإعطاء لقاح شلل الأطفال الفموي ولقاح بي سي جي عند الولادة مقابل إعطاء لقاح شلل الأطفال الفموي لوحده فقط (مع تأخير إعطاء لقاح بي سي جي)؛ ظهر لدينا انخفاض كبير في معدل وفيات الولدان، ولوحظت هذه النتائج مبكرًا بعد 3 أيام فقط من التطعيم. يحمي لقاح بي سي جي من إنتان الدم ومن إنتانات الجهاز التنفسي أيضًا. بين الأطفال الملقحين ضد السل، كان أولئك الذين ظهرت لديهم ندبة لقاح بي سي جي أو أعطى اختبار السل الجلدي لديهم نتيجة إيجابية أقلَّ عرضة للإصابة بإنتان الدم وانخفض احتمال وفاتهم بنسبة 50%.
في مراجعة حديثة أُجريت بتكليف من منظمة الصحة العالمية أُقيمت بناءً على خمس تجارب سريرية وتسع دراسات وصفية، أشارت النتائج إلى وجود تأثير مفيد للقاح بي سي جي على معدل الوفيات الإجمالي في أول 6-12 شهرًا من الحياة.
كانت المتابعة ذات الصلة في بعض التجارب قصيرة، واعتُبرت جميع الدراسات الوصفية بأنها معرضة لخطر التحيز، لذلك قُيّمت الثقة بالنتائج على أنها منخفضة جدًا وفقًا لمعايير «غريد GRADE».
كان هناك اقتراح أن التطعيم بلقاح بي سي جي يكون أكثر فائدة كلما أُعطي بمرحلة أبكر. وعلاوة على ذلك، قُدر أن تأثيراته ستخفض معدل الوفيات للنصف. إن تأثير لقاح بي سي جي على معدل الوفيات المتعددة الأسباب لا يعود إلى خفضه عدد الوفيات الناجمة عن مرض السل (أي إلى التأثير المحدد للقاح بي سي جي ضد السل). بناءً على الأدلة، خلص فريق خبراء التطعيم الاستراتيجي التابع لمنظمة الصحة العالمية إلى أن الآثار غير المحددة المؤثرة على معدل الوفيات أيًا كان سببها تستدعي المزيد من البحث.

## الاختلافات بين الجنسين
تختلف الآثار غير المحددة في كثير من الأحيان بين الذكور والإناث. توضح بيانات مجمعة أن الاستجابة للتطعيم تختلف بين الذكور والإناث، سواء من ناحية الجودة أو مقدار الاستجابة المناعية. في حال كان هذا صحيحًا، فيجب التفكير بأن تكون جداول التطعيم مختلفة بالنسبة للذكور والإناث، أو كما قيل «هل يجب أن نتعامل مع الجنسين بشكل مختلف من أجل معاملتهما على قدم المساواة؟».

## التفاعلات بين التدابير الصحية
يمكن تعزيز التأثيرات غير المحددة للقاحات أو التقليل منها عند إدخال تدابير صحية معدلة للمناعة مثل اللقاحات الأخرى أو الفيتامينات.

## البلدان ذات الدخل المرتفع
لوحظت الآثار غير المحددة في المقام الأول في الدول النامية التي تعاني من أعباء كبيرة من الأمراض المعدية، ولكن هذه الأثار قد لا تقتصر على هذه البلدان. أظهرت الدراسات الحديثة المستندة إلى السجلات الدنماركية أن لقاح الحصبة والنكاف والحصبة الألمانية (إم إم آر MMR)، وهو لقاح حي موهن، يحمي من دخول المستشفى بسبب الأمراض المعدية ومن الإصابة بشكل خاص بالفيروس المخلوي التنفسي.

## الآثار المترتبة على الصحة العالمية
إذا أُخذت الأثار غير المحددة بعين الاعتبار في برامج التمنيع، فسوف يكون لها دور مهم في نجاة الأطفال: يجب إعطاء لقاحات بي سي جي والحصبة لجميع الأطفال في أصغر عمر ممكن؛ ويجب التخلي عن السياسات المتشددة بخصوص فتح الزجاجات المتعددة الجرعات من لقاحات بي سي جي والحصبة.
على عكس التوصيات الحالية لمنظمة الصحة العالمية، لا يجب رفع السن الذي يعطى فيه لقاح الحصبة عندما تكون الإصابة بالحصبة تحت السيطرة؛ ولا يجب إعطاء اللقاح الثلاثي في وقت واحد مع لقاح الحصبة أو بعده؛ ومن المرجح أن يكون للجرعة المعززة من اللقاح الثلاثي تأثير سلبي على قدرة الطفل على البقاء على قيد الحياة. أخيرًا، إن حذف مرض ما وإيقاف اللقاح الحي له تأثيرات غير محددة مفيدة قد يكون له آثار سلبية على الصحة العامة للسكان المتأثرين.
قيّم الدكتور فرانك شن من أستراليا مؤخرًا عواقب تغيير الجدول الحالي لبرنامج التطعيم الموسع إلى جدول بديل مع مراعاة الآثار غير المحددة، وخلص إلى ما يلي: «إذا أُعطي الأطفال حديثو الولادة في المناطق ذات معدلات الوفيات المرتفعة لقاح بي سي جي عند الولادة، واعتُمد جدول التطعيم المنقح  مع جرعات إضافية من لقاح الحصبة في عمر14 أسبوعًا و19 شهرًا (بتكلفة قدرها 0.60 دولار أمريكي فقط/لكل جرعة مسلمة)، قد يُمنع حوالي مليون حالة وفاة (30%) من 3.2 مليون حالة وفاة بين حديثي الولادة تحصل سنويًا في البلدان النامية، وتُمنع وفاة 1.5 مليون (30%) من أصل 4.8 مليون حالة وفاة لأطفال بعمر شهر واحد. علاوة على ذلك، سيتحقق انخفاض كبير جدًا في معدل وفيات الأطفال الذين تقل أعمارهم عن 5 سنوات بتكلفة منخفضة، وذلك فقط باستخدام اللقاحات الموجودة سلفًا في الجدول الدوري لبرنامج التطعيم الموسع .